# Перейра Азариас, Кайке
Кайке Перейра Азариас (порт.-браз. Kaique Pereira Azarias; род. 16 апреля 2003, Сан-Паулу), более известный, как Кайке (порт.-браз. Kaique) — бразильский футболист, вратарь клуба «Фаренсе».

## Клубная карьера
Кайке — воспитанник клубов «Португеза Деспортос» и «Палмейрас». В 2021 году игрок был включён в заявку последних на сезон. Летом 2024 года Кайке на правах аренды перешёл в португальский «Фаренсе».

## Международная карьера
В 2023 году в составе молодёжной сборной Бразилии Кайке стал победителем молодёжного чемпионата Южной Америки в Колумбии. На турнире он сыграл в матчах против сборных Колумбии и Парагвая.
В том же году в составе молодёжной сборной Бразилии Кайке принял участие в молодёжном чемпионате мира в Аргентине. На турнире он сыграл в матчах против сборных Туниса и Израиля.

## Достижения

### Командные
Сборная Бразилии (до 20 лет)
- Чемпион Южной Америки среди молодёжных команд: 2023